# Japalura
Genre
Japalura est un genre de sauriens de la famille des Agamidae.

## Répartition
Les 32 espèces de ce genre se rencontrent en Asie du Sud, en Asie de l'Est et en Asie du Sud-Est .

## Liste des espèces
Selon The Reptile Database (9 novembre 2017) :
- Japalura andersoniana Annandale, 1905
- Japalura batangensis Li, 2001
- Japalura brevicauda Manthey, Denzer, Hou & Wang, 2012
- Japalura brevipes Gressitt, 1936
- Japalura chapaensis Bourret, 1937
- Japalura dasi (Shah & Kästle, 2002)
- Japalura dymondi (Boulenger, 1906)
- Japalura fasciata Mertens, 1926
- Japalura flaviceps Barbour & Dunn, 1919
- Japalura grahami (Stejneger, 1924)
- Japalura hamptoni Smith, 1935
- Japalura iadina Wang, Jiang Siler & Che, 2016
- Japalura kumaonensis (Annandale, 1907)
- Japalura laeviventris Wang, Jiang Siler & Che, 2016
- Japalura luei Ota, Chen & Shang, 1998
- Japalura major (Jerdon, 1870)
- Japalura makii Ota, 1989
- Japalura micangshanensis Song, 1987
- Japalura ngoclinensis Ananjeva, Orlov & Nguyen, 2017
- Japalura otai Mahony, 2009
- Japalura planidorsata Jerdon, 1870
- Japalura polygonata (Hallowell, 1861)
- Japalura sagittifera Smith, 1940
- Japalura slowinskii Rao, Vindum, Ma, Fu & Wilkinson, 2017
- Japalura splendida Barbour & Dunn, 1919
- Japalura swinhonis Günther, 1864
- Japalura tricarinata (Blyth, 1853)
- Japalura varcoae (Boulenger, 1918)
- Japalura variegata Gray, 1853
- Japalura yulongensis Manthey, Denzer, Hou & Wang, 2012
- Japalura yunnanensis Anderson, 1878
- Japalura zhaoermii Goa & Huo, 2002

## Publication originale
- Gray, 1853 : Descriptions of some undescribed species of reptiles collected by Dr. Joseph Hooker in the Khassia Mountains, East Bengal, and Sikkim Himalaya. Annals and Magazine of Natural History, sér. 2, vol. 12, p. 386-392 (texte intégral)